# Maria Krawczyk (fizyk)
Maria Teresa Krawczyk, z d. Szczott (ur. 19 sierpnia 1946, zm. 24 maja 2017) – polska fizyk teoretyk, badacz fizyki cząstek elementarnych, pracownik naukowy Instytutu Fizyki Teoretycznej Uniwersytetu Warszawskiego.

## Życiorys
Była absolwentką Uniwersytetu Warszawskiego. W 1975 obroniła pracę doktorską poświęconą reakcji wymiany ładunku π–p → π0n napisaną pod kierunkiem Grzegorza Białkowskiego. Następnie zajmowała się partonami i chromodynamiką kwantową, od 1990 teorią oddziaływań elektrosłabych, w szczególności polem Brouta-Englerta-Higgsa i bozonem Higgsa, badała zagadnienia wykraczające poza tzw. Model standardowy, m.in. Model dwudubletowy (2HDM, Two Higgs Doublet Model).
W 1993 otrzymała stopień doktora habilitowanego na podstawie pracy Procesy dwufotonowe w chromodynamice kwantowej. W 2007 otrzymała tytuł profesora nauk fizycznych.
Była pracownikiem Instytutu Fizyki Teoretycznej Uniwersytetu Warszawskiego, gdzie kierowała Katedrą Oddziaływań Silnych i Elektrosłabych.
Kierowała projektami Badanie sektora Higgsa i ciemnej materii w modelach z symetriami dyskretnymi w oparciu o dane LHC (2013–2016) i Badanie rozszerzeń Modelu Standardowego z uwzględnieniem efektów nowej fizyki aż do skali Plancka w świetle aktualnych danych LHC i astrofizycznych (od 2015).
Pochowana na cmentarzu ewangelicko-augsburskim w Warszawie (sektor AL36-1-36).